# Grand Chavalard
Der Grand Chavalard ist ein Berg im Kanton Wallis in der Schweiz. Er gehört zu den Waadtländer Alpen, dem südwestlichsten Teil der Berner Alpen, und ragt über dem Rhonetal bei der Gemeinde Fully hervor. Der Grand Chavalard hat eine Höhe von 2901 m.
An der Westflanke des Grand Chavalard liegt der kleine Stausee Lac Supérieur de Fully.